# Schlatter Glacier
Schlatter Glacier är en glaciär i Antarktis. Den ligger i Östantarktis. Nya Zeeland gör anspråk på området. Schlatter Glacier ligger 1 332 meter över havet.
Terrängen runt Schlatter Glacier är kuperad norrut, men söderut är den bergig. Terrängen runt Schlatter Glacier sluttar söderut. Trakten är obefolkad. Det finns inga samhällen i närheten. 